# Байрак (Кременчуцький район)
Ба́йрак — село в Україні, у Семенівській селищній громаді Кременчуцького району Полтавської області. Населення становить 230 осіб. 

## Географія
Село Байрак знаходиться на відстані 2 км від села Курганне, Богданівка та Гирине (Лубенський район).

## Назва
Назва походить від слова байрак «балка, поросла травою».

## Історія
30 травня 2008 року населений пункт отримав статус села (до цього було селище).
12 червня 2020 року, відповідно до розпорядження Кабінету Міністрів України № 721-р «Про визначення адміністративних центрів та затвердження територій територіальних громад Полтавської області», село увійшло до складу Семенівської селищної міської громади.
19 липня 2020 року, в результаті адміністративно - територіальної реформи та ліквідації Семенівського району, село увійшло до складу новоутвореного Кременчуцького району.

## Уродженці
- Шрамко Дмитро Сергійович (1998—2022) — молодший сержант Військово-морських сил Збройних Сил України, учасник російсько-української війни, що загинув у ході російського вторгнення в Україну в 2022 році.[4]